# Dizzasco
Dizzasco – miejscowość i gmina we Włoszech, w regionie Lombardia, w prowincji Como.
Według danych na rok 2004 gminę zamieszkiwało 489 osób, 163 os./km².